# Geumchon-dong
Geumchon-dong (koreanska: 금촌동) är en stadsdel i kommunen Paju i provinsen Gyeonggi i den nordvästra delen av Sydkorea, 28 km norr om huvudstaden Seoul.
Pajus stadshus ligger i Geumchon-dong. 

## Indelning
Administrativt är Geumchon-dong indelat i:
| Namn    | Namn                 | Yta km² | Invånare 31 dec 2020 |
| ------- | -------------------- | ------- | -------------------- |
| 금촌1동 | Geumchon 1(il)-dong  | 4,52    | 22 944               |
| 금촌2동 | Geumchon 2(i)-dong   | 2,72    | 33 418               |
| 금촌3동 | Geumchon 3(sam)-dong | 17,02   | 27 742               |